# Komisja ds. Administracji i Nadzoru nad Aktywami Państwowymi Rady Państwa
Komisja ds. Administracji i Nadzoru nad Aktywami Państwowymi Rady Państwa (ang. State-owned Assets Supervision and Administration Commission of the State Council, SASAC, chiń. 国务院国有资产监督管理委员会) – komisja Rady Państwa Chińskiej Republiki Ludowej. Powstała w 2003 r. w wyniku konsolidacji różnych innych ministerstw branżowych. SASAC odpowiada za administrowanie przedsiębiorstwami państwowymi, w tym za mianowanie kadry kierowniczej wyższego szczebla i zatwierdzanie fuzji lub sprzedaży akcji lub aktywów, a także za opracowywanie przepisów dotyczących przedsiębiorstw państwowych.
Na rok 2023, łączna wartość aktyw administrowanych przedsiębiorstw wynosiła 871 bln CNY (ok. 116 bln USD), z przychodami ponad 85,37 bln CNY (ok. 12 bln USD) i łącznym zyskiem 4,63 bln CNY. Odpowiedzialnym za nadzór nad komisją jest wicepremier Zhang Guoqing.

## Historia
SASAC powstało w 2003 r. w celu konsolidacji biurokracji branżowych  i została przekształcona z Państwowej Komisji Gospodarczej i Handlowej.  Administracja Hu Jintao nadała SASAC pełny stopień ministra.  Misją SASAC było reprezentowanie państwa jako udziałowca przedsiębiorstw państwowych i opracowanie programu reformy przedsiębiorstw państwowych zgodnie z polityką Rady Państwa.  Mandat komisji określono jako zarządzanie „aktywami, ludźmi i sprawami”, ale bez ingerencji w codzienne operacje przedsiębiorstw państwowych.

## Przedsiębiorstwa państwowe
SASAC na 2023 rok administruje 97 przedsiębiorstwami państwowymi. Te przedsiębiorstwa są uznawane za krytyczne dla państwowej ekonomii. Przedsiębiorstwa bezpośrednio administrowane przez SASAC są ciągle redukowane przez fuzje z innymi przedsiębiorstwami państwowymi. Ich liczba stale się zmniejsza, w 2008 roku było ich ponad 150.
Największym przedsiębiorstwem wg. Forbes 500 na 2024 rok jest State Grid (numer 3).
Wybrane przedsiębiorstwa:
- State Grid Corporation of China
- China State Shipbuilding Corporation Limited
- China National Nuclear Corporation
- China North Industries Corporation
- China South Industries Group Corporation
- China Petrochemical Corporation
- China Telecom Corporation Limited
- China Mobile Communications Group Co., Ltd.
- China COSCO SHIPPING Corporation Limited
- China Southern Airlines Company Limited